# Mistrzostwa Świata w Narciarstwie Wodnym (kategoria OPEN) 2008
Mistrzostwa Świata w Narciarstwie Wodnym w kategorii OPEN - zostały rozegrane w Princess Club London 11-14 września 2008 r. Polska reprezentacja zajęła drużynowo 3. miejsce na tych mistrzostwach.

## Rezultaty - drużynowo
| złoto |
| ----- |

 1. Białoruś - 8841.38 pkt.
| srebro |
| ------ |

 2. Niemcy - 7097.52 pkt.
 
| brąz |
| ---- |

 3. Polska - 6893.33 pkt.